# Илкирх Графенштаден
Илкирх Графенштаден (фр. Illkirch-Graffenstaden) град је у Француској, у департману Доња Рајна.
По подацима из 1999. године број становника у месту је био 23.815.

## Демографија
| 1962. | 1968.  | 1975.  | 1982.  | 1990.  | 1999.  | 2011.  |
| ----- | ------ | ------ | ------ | ------ | ------ | ------ |
| 9.607 | 11.648 | 16.330 | 19.857 | 22.307 | 23.815 | 26.467 |